# Professor Layton and the Spectre's Call
Professor Layton and the Spectre's Call (レイトン教授と魔神の笛 Reiton Kyōju to Majin no Fue, bokstavligen "Professor Layton och vålnadens flöjt"?), i Nordamerika och Australien känt som Professor Layton and the Last Specter, är ett pusselspel som utvecklades av Level-5, och släpptes till Nintendo DS den 26 november 2009 i Japan. Det släpptes i Nordamerika den 17 oktober 2011 och i Europa den 25 november 2011. 
Spelet är det fjärde spelet i Professor Layton-serien, men är det första i kronologisk ordning, då det utspelar sig tre år före det första utgivna spelet, Professor Layton and the Curious Village, och handlar om hur Luke träffade Layton och blev hans lärjunge. 
Spelet innehåller en separat RPG kallad London Life för de nordamerikanska, japanska och australiska versionerna av spelet, som låses upp efter att spelaren har klarat huvudspelet. London Life gjordes i samarbete med Brownie Brown, och beräknad speltid är över 100 timmar. London Life är inte inkluderat i de europeiska versionerna.